# Ferredoxina
Una ferredoxina o ferredossina (spesso abbreviata in fd) è una proteina contenente centri di ferro-zolfo in grado di mediare il trasferimento di elettroni in numerose reazioni metaboliche.
Il termine inglese (dal latino ferrum, "ferro" + redox) fu coniato da D.C. Wharton della DuPont, che lo usò per indicare la ferroproteina purificata nel 1962 da Mortenson, Valentine e Carnahan dal batterio anaerobico Clostridium pasteurianum.
Le ferredoxine possono essere classificate in base alla natura dei centri ferro-zolfo che contengono o alla similarità di sequenza.

## La ferredoxina del cloroplasto
Una particolare ferredoxina fu isolata a partire da cloroplasti di spinaci da Tagawa ed Arnon nel 1962. Tale proteina, chiamata ferredoxina di cloroplasto, è coinvolta nelle reazioni fotosintetiche di fotofosforilazione ciclica e non ciclica. Nella fotofosforilazione non ciclica, la ferredoxina è l'ultimo accettore di elettroni e riduce l'enzima ferredossina-NADP+ reduttasi. Essa accetta elettroni provenienti da molecole di clorofilla eccitate dalla luce solare, trasferendoli all'enzima.